# Mercer Ridge
Mercer Ridge är en bergstopp i Antarktis. Den ligger i Västantarktis. Inget land gör anspråk på området. Toppen på Mercer Ridge är 2 347 meter över havet.
Terrängen runt Mercer Ridge är kuperad åt nordväst, men åt sydost är den platt. Trakten är obefolkad. Det finns inga samhällen i närheten. 